# Rockell
Rachel Alexandra Mercaldo (n. 4 martie 1977, Long Island, New York, Statele Unite ale Americii), cunoscută ca Rockell, este o cântăreață de muzică freestyle, dance și pop.

## Cariera muzicală
La sfârșitul anilor 1990 a lansat mai multe hituri, cum ar fi "In A Dream", "When I'm Gone" și "Can't We Try" (un remake al unei melodii din 1987 a cântăreților Dan Hill și Vonda Shepard). Toate aceste piese au apărut în albumul de debut, intitulat "What Are You Lookin' At?". A mai scos și un al doilea album, "Instant Pleasure", în anul 2000. Instant Pleasure, a inclus single-ul "What U Did 2 Me" care a atins locul 101 în topul Billboard Hot 100 în anul 2001. Cel mai mare succes în clasamente l-a avut în Canada, unde mai cântă și acum la diverse spectacole și în cluburi. Single-ul ei de debut, "I Fell In Love" distribuit de filiala BMG din Canada a urcat până pe locul 1 în Canadian Singles Chart, iar hitul următor, "In A Dream" a ajuns până pe locul 6 și este și acum o melodie ascultată destul de des în rândurile fanilor muzicii Freestyle din întreaga lume.

## Succese în topuri
În 1996, "I Fell In Love" a atins locul 61 în topul Billboard Hot 100, iar la începutul lui 1997 a ajuns pe locul 1 în Canadian Singles Chart, fiind cea mai de succes melodie freestyle a întregului deceniu în Canada. Tot aceeași melodie a ajuns pe locul 9 în topul Hot Dance Single Sales din Statele Unite ale Americii.
"In A Dream", următoarea melodie după "I Fell In Love" a ajuns până pe locul 72 în Billboard Hot 100 la sfîrșitul lui 1997 și pe locul 6 în Hot 100 Canadian Singles Chart. A mai fost clasată și pe locul 13 în Hot Dance Single Sales.
"Can't We Try" s-a clasat pe locul 59 în Billboard Hot 100 în 1998 și pe locul 1 în Hot Dance Single Sales.
"When I'm Gone" nu a intrat în Billboard Hot 100 în 1999, însă a reușit să intre în topurile Hot Dance Airplay și Hot Dance Music / Club Play. În Hot Dance Single Sales s-a clasat pe locul 21.
Primul single de pe cel de-al doilea album (Instant Pleasure), "What U Did 2 Me" s-a clasat în Billboard Hot 100 abia pe locul 101, însă a fost cel mai bine vândut single (la această piesă a avut și un videoclip). Melodia a mai intrat și în clasamentele Hot Dance Airplay și Hot Dance Music / Club Play.
A mai scos ulterior două single-uri, "The Dance" și "Tears", dar acestea nu au mai reușit să intre în Hot 100. Ambele piese au reușit însă să intre în Hot Dance Music / Club Play și Hot Dance Airplay. În clasamentul Hot Dance Single Sales "The Dance"a urcat până pe locul 27 iar "Tears" până pe locul 16.

## Perioada actuală
În 2005 a revenit cu melodia "L.O.V.E." care a avut însă un succes modest. În primăvara lui 2007 Rockell s-a întors în studio pentru a înregistra un nou single, "Playing My Love". Varianta de radio a piesei a fost lansată în iulie 2007. O varianta freestyle remixată a fost lansată în noiembrie 2007, permițând piesei să stea în topuri până în 2008.
În noiembrie 2008 Rockell a scos un nou single, "You Keep Me Hanging On", un remake al piesei cu același nume lansată de The Supremes, care însă a devenit celebră în varianta cântată de Kim Wilde în 1987.

## Discografie
- 1998 What Are You Lookin' At? (Robbins Entertainment)
- 2000 The Dance (Robbins Entertainment)
- 2000 Instant Pleasure (Robbins Entertainment)